# Super Smash Bros. Brawl
Super Smash Bros. Brawl (大乱闘スマッシュブラザーズＸ?, Dairantō Sumasshu Burazāzu Ekkusu) è un videogioco a piattaforme/picchiaduro a incontri sviluppato dalla Sora Ltd. per la console Wii. È il successore di Super Smash Bros e Super Smash Bros. Melee ed è stato commercializzato in Europa il 27 giugno 2008, mentre il lancio in America e Giappone è avvenuto molto prima (31 gennaio in Giappone, 9 marzo negli Stati Uniti).
Il gioco venne introdotto al pubblico tramite un filmato nel maggio del 2006, che introduceva i personaggi Meta Knight, Pit, Samus Tuta Zero, Wario e Solid Snake della serie di Metal Gear e Sonic dell'omonima serie.
Il secondo filmato, mostrato al Nintendo World nel novembre dello stesso anno, mostrava i nuovi campi di battaglia che sarebbero stati introdotti, più un personaggio già conosciuto, Fox McCloud.
Esisteva un sito ufficiale che ha pubblicato informazioni giornaliere dal lunedì al venerdì, introducendo ogni giorno un particolare argomento, che si va ad aggiungere all'archivio diviso per sezioni. Le modalità di gioco presentate sono varie: si va dalla classica battaglia Smash (da cui il gioco prende il nome), a una modalità Allenamento, a vari minigiochi, e infine una modalità storia, chiamata L'Emissario del Subspazio. In questa storia, i personaggi del gioco si ritroveranno a lottare contro un malvagio esercito di nemici provenienti dal cosiddetto Subspazio. La storia coinvolge quasi ogni singolo personaggio (fanno eccezione solo Wolf, Jigglypuff e Link Cartone).
Il gioco permette anche abbondante uso della Nintendo Wi-Fi Connection. Infatti i giocatori non solo possono organizzare battaglie multiplayer online, ma anche scambiarsi foto scattate durante il gioco e scenari creati da zero. Inoltre, è possibile guardare le battaglie di altri giocatori e scommettere sul vincitore. La Nintendo usa la connessione ad Internet per inviare al giocatore campi di battaglia, fotografie e tanto altro.
Super Smash Bros. Brawl ha venduto più di 13 milioni di copie in tutto il mondo, divenendo l'ottavo gioco più venduto per Wii..
Dal 2014 è disponibile il successore e quarto capitolo della serie, Super Smash Bros. for Nintendo 3DS e Wii U.

## Modalità di gioco
Non tutte le modalità saranno disponibili fin dall'inizio. Quelle disponibili saranno giocabili in 5 o 3 difficoltà. Con Project M, che è una mod del videogioco creato dal gruppo della community conosciuto come Project M Development Team (PMDT, precedentemente conosciuto come Project M Back Room), è stato possibile riattrezzare il Brawl per giocare in maniera più simile ai suoi due predecessori, Super Smash Bros. Melee e Super Smash Bros.

### Gruppo
- Brawl: La modalità principale, da zero (In questo caso è uno scontro COM Vs. COM) a quattro giocatori si affrontano in uno scontro. Nel caso ci siano più di quattro giocatori il gioco può determinare l'ordine dei turni. Sono presenti varie opzioni, dalla modalità di scontro (a vite, a tempo...) agli strumenti ottenibili.
- Brawl speciale: Una variante della modalità Brawl, lo scontro viene modificato da alcune caratteristiche che influenzano i personaggi; ad esempio: tutti sono sempre giganti, possono saltare molto in alto, sono d'acciaio, velocità aumentata; inoltre, si può cambiare l'angolazione della telecamera e si possono combinare varie modifiche.
- Torneo: Un torneo per una grande quantità di giocatori.
- Nomi: Si creano i nomi da associare al personaggio mentre si gioca, permettendo di personalizzare i comandi in base al nome scelto.
- Rotazione: Si combatte in battaglie contro giocatori che cambiano a seconda della vittoria o della sconfitta.

### Singolo

#### L'Emissario del Subspazio
La tipica struttura del gioco viene modificata diventando un platform/picchiaduro a scorrimento a tema; è possibile giocare in due giocatori in cooperativa. L'avventura è composta da vari "capitoli", ognuno dei quali è preceduto e seguito da una sequenza animata senza dialoghi che porta avanti la trama; può essere affrontata in singolo o in cooperativa, anche se nel secondo caso il secondo giocatore sarà subordinato al primo (ad esempio sarà solo il primo giocatore a poter andare avanti nel livello). All'inizio della sessione di gioco si può scegliere la difficoltà che rimarrà la stessa fino a che il giocatore non verrà sconfitto, in questo caso è possibile, sacrificando alcuni gettoni, punti e trofei proseguire da dove si era rimasto altrimenti si è costretti a riaffrontare il livello da capo.
Nel gioco è presente una schermata di selezione del livello che permette al giocatore di scegliere quale livello affrontare consentendo quindi anche di affrontare livelli già completati in precedenza (cosa fondamentale per raccogliere tutti i trofei e sbloccare tutti i personaggi presenti nel gioco). All'inizio di ogni livello, prima o dopo il filmato di introduzione, vengono mostrati alcuni personaggi, tra quelli che si sono uniti al party del giocatore, tra i quali sceglierne fino ad un massimo di quattro che si potranno usare, nell'ordine scelto, nel livello.

## Trama
Nel mondo virtuale i personaggi famosi dei videogiochi Nintendo si sfidano tra di loro in emozionanti scontri a cui tutto il mondo assiste. Il nemico sconfitto viene "statuificato" trasformandosi in trofeo (per liberarlo da tale stato, un altro eroe deve toccarne la base dorata) e difficilmente può ritornare a combattere. Le battaglie hanno luogo in grandi arene sparse in tutto il mondo.

Il Ministro Ancestrale

Tra di esse c'è un gigantesco stadio dove si sta svolgendo un importante incontro tra Mario e Kirby (è possibile scegliere il personaggio giocabile). Allo scontro assistono, tra gli altri, la Principessa Peach, regnante del Regno dei Funghi e la Principessa Zelda, regnante del Regno di Hyrule. Il vincitore, alla fine, decide di liberare lo sconfitto dalla condizione di trofeo. All'improvviso, il cielo viene ricoperto da delle nubi rosse e compare una grande astronave, la Halberd (la nave di Meta Knight, che però è stata rubata), che comincia a spargere della strana polvere viola, detta cellule d'ombra, che genera mostri umanoidi dal terreno chiamati Primidi. Le principesse scendono in campo e i quattro eroi si preparano alla difesa finché, poco dopo, appare un losco figuro, chiamato Ministro Ancestrale, che sgancia una bomba subspaziale, un'arma che trasporta nella dimensione parallela del Subspazio tutto ciò che si trova nel campo della sua detonazione. L'ordigno viene attivato da due R.O.B. e Mario cerca di disattivarla, ma improvvisamente Pipino Piranha incombe su di lui e lo scaglia fuori dallo stadio con una palla di cannone. Le due principesse vengono imprigionate dal mostro e Kirby lo affronta e le libera (dipende dalla gabbia che si distrugge per prima, visto che la resistenza delle due gabbie è equivalente all'energia di Pipino Piranha). Ma all'improvviso compare Wario che trasforma in trofeo Zelda (o Peach), e Kirby è costretto a scappare con Peach (o Zelda) dallo stadio prossimo a essere inghiottito dall'esplosione della bomba subspaziale.
Dal cielo, Pit ha visto ogni cosa, e così la Dea Palutena gli ordina di andare a controllare la situazione e gli dona un arco fatato, Pit vede la Halberd passare sopra di lui e successivamente combatte contro i Primidi scesi da essa. Dopo averli sconfitti, mentre avanza tra le nuvole, trova Mario trasformato in trofeo e lo libera per poi allearsi con lui e liberare il Regno Celeste dai Primidi. Mentre inseguono la Halberd, i due vedono un Arwing fare fuoco contro di essa ma viene abbattuto poco dopo mentre Kirby e Peach (o Zelda), che durante la fuga erano stati raggiunti, ed ora si trovavano sul ponte della nave, vengono scaraventati verso il suolo dalla raffica di vento provocata dalla caduta del caccia.
Nel frattempo, in una giungla, alcuni sgherri di Bowser rubano le banane di Donkey Kong e del suo amico Diddy Kong. I due gorilla si lanciano all'inseguimento finché non trovano Bowser che punta verso di loro un Cannone oscuro (un'arma che trasforma in statua chiunque venga colpito da essa, leggermente diversa da quella usata da Wario contro Peach o Zelda), ma Donkey Kong protegge Diddy Kong scagliandolo lontano venendo poi trasformato in statua al suo posto.
Diddy Kong sfugge a Bowser e mentre cammina lungo la riva di un lago, trovando Fox McCloud, il pilota dell'Arwing abbattuto dalla Halberd. I due vengono sorpresi da Rayquaza, fuoriuscito dal lago, il quale cattura Diddy Kong per divorarlo. Con un abile scatto, Fox riesce a salvare l'amico e insieme sconfiggono il Pokémon leggendario.
Nel frattempo in uno zoo abbandonato, anche Lucas, il protagonista di Mother 3, è nei guai. Un'immensa statua lo sta inseguendo e durante la fuga Lucas inciampa e cade a terra; sembra finita, ma fortunatamente arriva Ness a salvarlo, distruggendo l'avversario. Dalla statua esce Porky, l'acerrimo nemico di Ness, alla guida del suo ragno meccanico che ingaggia una battaglia coi due ragazzini ma venendo sconfitto. Improvvisamente Wario tende loro un agguato e tenta di trasformare in un trofeo Ness con un'arma speciale e, non riuscendoci, la indirizza verso Lucas, Ness spinge via l'amico venendo colpito al suo posto. Lucas allora scappa impaurito mentre Wario s'impossessa del trofeo di Ness, vagando per lo zoo, Lucas incontra l'Allenatore di Pokémon con il suo Squirtle, e così i tre si alleano e fuggono dallo zoo per andare alla ricerca di un nuovo Pokémon.
Intanto nel Castello di Fire Emblem, Marth vede che un'altra bomba Subspaziale è esplosa, controlla chi l'ha detonata e si prepara a difendere la sua fortezza. Fuori dal suo castello, mentre osserva la sfera subspaziale incombere, viene attaccato da Meta Knight. Non conoscendosi, i due si scontrano finché non vengono attaccati dai Primidi e così capiscono di essere dalla stessa parte. Sconfitti i nemici i due si dirigono verso il Ministro Ancestrale che sta scappando, ma non riescono a colpirlo. Improvvisamente interviene Ike, che riesce a colpire il nemico distruggendo la parte robotica di propulsione. Tuttavia, il Ministro Ancestrale riesce comunque a fuggire a stento col motore fumante.
Intanto Lucas e l'Allenatore si dirigono verso le Rovine, nelle quali si dovrebbero trovare due Pokémon: (Ivysaur e Charizard). All'entrata del sito trovano Wario che li attende, e Lucas, infuriato per aver trasformato in trofeo il suo amico Ness, combatte e sconfigge valorosamente Wario, il quale viene poi trasformato in trofeo. Purtroppo del trofeo di Ness non c'è nessuna traccia.
Intanto Meta Knight, Marth e Ike, mentre proseguono nel deserto, vengono attaccati da Kometrider, un gigantesco robot corazzato. L'avversario però perde lo scontro e cade nel sottosuolo, esattamente nelle rovine dove si trovano l'Allenatore di Pokémon e Lucas, e perde la battaglia anche contro di loro. Al mostro non resta che un'ultima mossa: afferrare i due e attivare dalla testa una "Bomba Subspaziale", Lucas però interviene con una Mossa Psichica distruggendo il braccio del nemico e Meta Knight li porta in salvo da Kometrider che precipita nelle profondità sotterranee.
Intanto King Dedede, trasforma Luigi in trofeo e lo rapisce assieme a quelli di Ness e Zelda (o Peach), rubati da Wario. Poco dopo però fa la stessa fine per colpa di Bowser, che a sua volta ruba il trofeo della principessa.
Altrove, Link viaggia in una foresta dove ritrova la sua leggendaria Spada Suprema conficcata in una roccia, subito il cielo viene ricoperto dalle nubi rosse e da esse scendono i Primidi che cercano di attaccarlo, ma egli decide di combatterli al fianco di Yoshi. I due attraversano la foresta fronteggiando orde di Primidi e nemici riuscendo poi a fuggire.
Intanto Samus si infiltra nell'Isola degli Antenati, il covo di tutti i nemici del Subspazio dove vengono prodotte le Bombe Subspaziali. La sua missione è riappropriarsi della sua Tuta Energia sulla quale i nemici hanno condotto esperimenti per clonare la cacciatrice e generare robot potenti che dovranno sopprimere le rivolte degli eroi Nintendo contro l'Armata Subspaziale. Durante il percorso, ostacolato da una serie di ROB Laser, ROB Sentinella e ROB Lanciamissili Samus trova un Pikachu intrappolato in una teca di vetro e sfruttato come riserva di energia elettrica. Dopo averlo liberato i due scappano dai R.O.B inseguitori, raggiungono la stanza della Tuta Energia e sconfiggono i due cloni di Samus. Alla fine, raggiungendo le profondità dell'isola, Samus viene attaccata da Ridley, ricostruito organicamente, ma poco resistente. Pikachu lo fulmina per permette all'amica di liberarsi per poi sconfiggere l'avversario.
Prosegue in quello stesso tempo la lotta per i trofei dei personaggi tra i vari malvagi quali Wario, King Dedede e Bowser, il quale riesce a trasformare Peach (o Zelda); la versione malvagia di una delle principesse poi cerca di trasformare alcuni eroi, ma viene fermata (nel caso di Peach da Link e Yoshi, nel caso di Zelda da Pit e Mario); mentre Mario e Pit si alleano con Link, Yoshi e Kirby; Meta Knight si allea anche con Lucario e gli Ice Climbers, Diddy Kong e Fox si uniscono a Falco Lombardi e più tardi anche a Olimar e a Captain Falcon, riuscendo poi a liberare Donkey Kong. Sulla Halberd giungono Lucario e Meta Knight, Zelda ritrova Peach grazie a Solid Snake, e i cinque giungono sul ponte mentre Fox approda dal cielo con Falco. Il gruppo sconfigge Duon, un nemico subspaziale formato da diverse copie di Mr. Game & Watch: infatti è proprio dall'interno di quest'ultimo che si estraggono le cellule d'ombra, Meta Knight riesce poi a riprendere il controllo della sua nave.
Donkey Kong, Diddy Kong, Captain Falcon e Olimar incontrano Samus e Pikachu e nella base delle Bombe scoprono che il capo dell'Esercito Subspaziale è Ganondorf a sua volta sotto gli ordini di Master Hand. Ganondorf ordina ai ROB di distruggere il Ministro Ancestrale per aver provato pietà nei ROB che hanno attivato le Bombe Subspaziali ma dalla sua veste in fiamme appare un nuovo personaggio: R.O.B.; in realtà il Ministro Ancestrale era lui che abitava precedentemente sull'Isola degli Antenati insieme ai suoi simili prima di diventare schiavi dell'Esercito Subspaziale. Così, tutta la squadra è costretta a fuggire dalle innumerevoli Bombe che stanno per esplodere e vengono ostacolati da Meta Ridley (lo stesso apparso nella serie di Metroid Prime), mentre sfrecciano a bordo della Falcon Flyer, l'astronave di Captain Falcon, dopo essere scesi dalla navetta incontrano gli altri eroi Nintendo con cui si alleano per poi dirigersi nel Subspazio per sconfiggere i malvagi alleati Ganondorf e Bowser.

Tabuu, il capo del Subspazio

Dopo aver trovato i propri compagni tutta la All-Star Nintendo si appresta ad entrare nel Subspazio per porre fine una volta per tutte alle malefatte di Master Hand e dei suoi servi, Ganondorf e Bowser stanno per riferire il tutto a Master Hand, ma il primo decide che è giunto il momento di andare fino in fondo al suo piano destinato ad usurpare la posizione di Master Hand e quindi, prima dell'arrivo del suo padrone, tradisce Bowser colpendolo con un Cannone oscuro. All'arrivo del suo superiore, però, scopre che il vero re del Subspazio non è Master Hand, ma una nuova nemesi che lo controllava: Tabuu. Capito di essere stato ingannato, Ganondorf cerca di ribellarsi a Tabuu ma viene trasformato in un trofeo. Dopo che questi uccide Master Hand, il gruppo di eroi giunge sul posto; a quel punto Tabuu utilizza un attacco prodotto dalle sue ali e tutti quanti i personaggi vengono trasformati in trofei, e apparentemente nessuno è rimasto per salvarli. Nonostante ciò, l'ingegnoso marchingegno di King Dedede (che permette di ritrasformare un trofeo, dopo un certo periodo di tempo, nel personaggio che era) si attiva: Luigi e Ness si risvegliano e salvano King Dedede (capendo che li voleva salvare); il trio si mette quindi alla ricerca di tutte le statue dei propri compagni.
Nel frattempo anche Kirby, che aveva mangiato la spilla di King Dedede (l'aveva inghiottita dopo che Bowser l'aveva fatta cadere dal trofeo di una delle principesse), viene ritrasformato in personaggio e cerca i suoi amici. Anche Bowser, Ganondorf e Wario vengono riportati in vita, e capendo finalmente chi è il vero nemico prendono parte della squadra. Con i pezzi del mondo di cui si era impossessato grazie alle "Bombe Subspaziali", Tabuu crea un enorme labirinto nel quale bisogna sconfiggere tutti i Boss e tutte le versioni ombra dei personaggi. Ma alla fine tutta la All-Star Nintendo, dopo aver superato il labirinto, ritrova Tabuu e, proprio quando sta per attaccare di nuovo, arriva Sonic che gli spezza le ali, permettendo così una battaglia contro di lui. Alla fine Tabuu viene sconfitto e il mondo ritorna alla normalità. Tuttavia, a causa dell'enorme quantità di bombe l'esplosione subita nell'Isola degli Antenati è stata così forte che è ormai impossibile poterla far ritornare; R.O.B. è così senza più una casa, oltre che l'ultimo rimasto della sua specie.
Nelle ultime scene, tutti i personaggi del gioco guardano verso l'orizzonte, dove al posto dell'Isola degli Antenati appare una grande croce luminosa.

## Altre modalità
- Classica: La modalità di gioco classica: una successione di scontri a tema o con regole modificate. Terminando questa modalità con un personaggio, viene sbloccato il trofeo di tale personaggio.
- Eventi: Incontri caratterizzati da regole speciali. È presente la variante per due giocatori. Vi sono tre diverse difficoltà. Gli eventi a un giocatore sono 41, quelli a due 21. Questi ultimi non danno alcun premio, mentre alcuni ad un giocatore, se completati ad una certa difficoltà o a qualsiasi difficoltà, danno premi come CD o, in alcuni casi (ad esempio "Wario Bros."), scenari.
- Bersagli Smash: L'obiettivo è distruggere i bersagli disseminati in un'arena nel minor tempo possibile; è possibile affrontare la sfida con l'aiuto di un amico.
- Gara di home-run: Dopo aver scelto un personaggio si cerca di danneggiare il più possibile un sacco d'allenamento e, con l'aiuto di una mazza da baseball, di scaraventarlo il più lontano possibile, entro i dieci secondi di tempo limite. Anch'essa è giocabile con l'aiuto di un amico.
- Brawl multiplo: In questa modalità, giocabile anche in cooperativa, i tipici avversari vengono sostituiti da altri personaggi, solitamente gli Zaamar; vi sono varie modalità:
  - Brawl contro 10: il lottatore dovrà battersi contro 10 sfidanti.
  - Brawl contro 100: simile a Brawl contro 10, nonostante si debbano sconfiggere 100 avversari.
  - Brawl di 3 minuti: in tre minuti il giocatore dovrà sconfiggere il maggior numero di nemici
  - Brawl di 15 minuti: simile a Brawl di 3 minuti, ma con la durata di 15 minuti.
  - Brawl infinito: il lottatore può sfidarsi contro gli avversari senza limiti di tempo.
  - Brawl spietato: la modalità più difficile del Brawl Multiplo. Il lottatore sfiderà avversari più potenti e veloci, con un'elevata probabilità di finire KO in pochi secondi.
- Allenamento: La tipica modalità di pratica, è possibile generare strumenti per provarli contro un personaggio gestito dal computer in una arena.
- All Star: Per poter giocare a questa modalità è necessario sbloccare prima tutti i personaggi. Questa modalità consiste in una serie di scontri con tutti i personaggi del gioco avendo un'unica vita a disposizione e con pochi strumenti di recupero, divisi in gruppi secondo la serie di appartenenza. Le sfide avvengono sull'arena della serie a cui appartiene il personaggio della CPU e il livello di danno del giocatore viene mantenuto ad ogni incontro. È però possibile portarlo a zero utilizzando uno dei tre strumenti di recupero disponibili negli intermezzi fra le partite. Finendo questa modalità con un personaggio, viene sbloccato il trofeo dello Smash Finale di tale personaggio. È presente la variante multiplayer, in cui gli strumenti di recupero sono 5.
- Sfida i Boss: una modalità sbloccabile completando l'avventura per un giocatore. Consente di sfidare dieci boss dell'Emissario del Subspazio in ordine casuale. L'ultimo boss è però sempre Tabuu. Il livello di danno non viene resettato ad ogni incontro, ma fra una battaglia e l'altra è possibile prendere strumenti per portare a 0 la percentuale di danno. Esiste la variante a due giocatori.

### Schermi speciali
Snake, Fox e Wolf possono esibire schermi speciali premendo prima il pulsante Provocazione e poi quello giù della pulsantiera.
Snake lo compirà nell'Isola di Shadow Moses, Fox negli scenari di Star Fox mentre Wolf nel Sistema Lylat.

### Forziere
- Galleria trofei: L'elenco di tutti i trofei guadagnati con la loro descrizione e il loro modello poligonale.
- Collezione trofei: I trofei collezionati possono essere sistemati a piacimento ed è possibile creare immagini da condividere con altri.
- Sparamonete: Per ottenere i trofei si possono utilizzare i gettoni guadagnati giocando in questo minigioco.
- Album adesivi: La collezione degli adesivi raccolti può essere consultata qui.
- Centro adesivi: Si possono disporre gli adesivi ottenuti a piacere per creare scenette o altro, salvare l'immagine e poi inviarla ad amici.
- Album: Qui si possono consultare le proprie foto.
- Crea scenario: Un editor di scenari nei quali combattere. È possibile condividerli con amici e con gli altri utenti del gioco via Internet.
- Vetrina: Appare come un'area divisa in più caselle. Ognuna rappresenta un premio ottenibile secondo specificate richieste. I premi possono essere nuovi pezzi da usare nella modalità crea scenario, adesivi o trofei. Nonostante non siano ben visibili, è possibile riconoscere i premi non ancora conquistati. Vincendo alcuni premi vengono inoltre sbloccati dei martelli d'oro, che possono essere utilizzati per ottenere altri premi senza soddisfare i requisiti in modo da ottenere anche quelli più difficili (nonostante i più difficili in assoluto, come Sfida i Boss a modalità Impossibile oppure il Brawl contro 100 con tutti i personaggi, non possano essere distrutti).
- Replay: Si possono registrare e rivedere fino a tre minuti di scene di gioco per ogni replay.
- Capolavori: Inclusi nel gioco ci sono sette demo giocabili di altrettanti titoli scaricabili per la Virtual Console. I titoli sono: Ice Climber, Super Mario Bros., The Legend of Zelda, Kid Icarus, Kirby's Adventure, F-Zero, Super Metroid, Super Mario World, Super Mario Bros. 2, Lylat Wars e The Legend of Zelda: Ocarina of Time. La versione giapponese include anche Mother 2 (in America EarthBound).
- Storia: Una lista dei vecchi titoli Nintendo che si aggiorna col procedere nel gioco.

### Wi-Fi
- Brawl con gli amici: Una partita multiplayer con amici registrati nella propria lista degli amici che ci hanno a loro volta registrati, è possibile scambiarsi messaggi testuali preregistrati e vedere il nome degli altri giocatori.
- Team Brawl multiplo: La modalità Brawl multiplo con l'aiuto di un amico.
- Gara di home-run: La modalità gara di home-run con l'aiuto di un amico.
- Spettatore: Si può assistere in diretta ad uno scontro tra altri giocatori, è possibile scommettere gettoni sul vincitore.
- Combattimento a squadre: Una battaglia a squadre con altri giocatori.
- Combattimento base: Un normale scontro con altri utenti, non sarà possibile visualizzare i loro nomi e nemmeno scambiarsi messaggi testuali. Nel caso che un giocatore abbandoni la partita il suo personaggio verrà controllato dal computer.

## Meccaniche di gioco
Caratteristica della serie Super Smash Bros. che la differenzia dagli altri picchiaduro, è la modalità di sconfiggere l'avversario. Questa avviene, infatti, non portando a zero la sua vita tramite ripetuti colpi, ma facendolo uscire dallo schermo di gioco.
Ad ogni mossa corrisponde infatti un knockback cioè un valore che determina di quanto il personaggio colpito viene fatto volare via. Questo valore non è determinato solo dalla mossa ma anche dal livello del dannometro dell'avversario, un valore percentuale che può esser fatto salire infliggendo danni al personaggio. Man mano che la percentuale aumenta, il personaggio vola, quando colpito, più lontano e più veloce. Quando il personaggio viene scaraventato fuori dallo schermo con la forza necessaria, viene sconfitto e perde una vita, rientrando in campo con il dannometro a 0. Per questo è molto importante per i personaggi oltre al danno causato dalle mosse, la loro capacità di lancio e, in fase difensiva, il numero e l'ampiezza dei salti, il peso che determina la facilità o meno con cui si viene scaraventati via e la forza della mossa di recupero.
Infatti, è possibile che la mossa subita non sia abbastanza potente da far uscire direttamente dallo schermo, ma scaraventi così lontano da rendere impossibile il ritorno sul campo di gioco prima che la gravità faccia precipitare il personaggio fuori dallo schermo. Per evitare questo quasi ogni personaggio dispone di un terzo salto cioè una mossa speciale (detta recupero) che consente di muoversi verso la piattaforma di gioco. Il tipo di mossa speciale varia ampiamente per ogni personaggio, ma non può mai essere eseguita più di una volta a meno che non si venga colpiti da un attacco avversario.
Il particolare sistema di uccisione porta anche a differenze sul lato offensivo. Avvicinandosi ai bordi dello schermo si aumenta infatti la possibilità di togliere una vita all'avversario, ma può essere sufficiente impedirgli di tornare in campo eseguendo mosse aeree per bloccare i suoi tentativi di recupero. Una mossa particolarmente utili in questo frangente è lo smash meteora. Con questo nome vengono indicate le mosse che, se eseguite con il giusto tempismo, spingono il nemico verso il basso, rendendo ancora più arduo il ritorno sul campo.
Super Smash Bros. Brawl non rivoluziona le meccaniche dei due precedenti episodi ma le varia introducendo alcuni nuovi elementi come gli aiutanti, le sfere smash, e la possibilità di giocare in due certe modalità prima esclusivamente single-player. Inoltre, la gravità è stata ridotta ed è stato praticamente tolto l'hitstun, cioè lo stordimento derivato da un colpo, rendendo molto difficile la realizzazione di combo. Infine, è presente un meccanismo di "auto agganciamento" al bordo.
Sul fronte delle mosse dei personaggi, ognuno è dotato di circa venti mosse divise in:
- Attacchi speciali: sono le mosse che più caratterizzano ogni personaggio costituendo gli attacchi che più derivano dalle sue abilità speciali (ad esempio per i Pokémon ogni speciale corrisponde ad una mossa). Ogni personaggio ne ha 4 eseguibili premendo un tasto ed inclinando lo stick o il D-pad in varie direzioni.
- Attacchi standard: sono costituite per la maggior parte da mosse che utilizzano pugni e calci. Come le speciali sono 4 per ogni personaggio associate alle quattro direzioni del controller (Su-Giù-Lato-Neutro) più una, cioè quella in corsa. Possono essere eseguite solo a terra
- Attacchi Smash: si ottengono premendo contemporaneamente il tasto di attacco e una direzione. Sono tre per ogni personaggio e sono solitamente le mosse con maggior capacità di knockback. Al contrario della maggior parte delle altre, inoltre, possono essere caricate per aumentare danno e potenza di lancio.
- Attacchi aerei: sono cinque per ogni personaggio e vengono eseguite con la pressione del pulsante di attacco associata ad una direzione del controller (Su-Giù-Neutro-Avanti-Dietro). I personaggi che posseggono ali e che possono planare dispongono inoltre di un ulteriore attacco detto attacco in planata.
- Prese e lanci: Utilizzando lo scudo e il tasto d'attacco è possibile afferrare un avversario e lanciarlo in una delle quattro direzioni (con quattro animazioni diverse fra loro e fra ogni personaggio e diverso danno e knockback) oppure colpirlo mentre è trattenuto.
- Smash finale: è la mossa più potente di ogni personaggio. Inizialmente prevista per essere aggiunta nel primo Super Smash Bros.[7], può essere eseguita solo colpendo e rompendo la sfera smash, un oggetto che porta il logo di brawl che appare nel campo volando. Gli Smash finali sono molto diversi da personaggio a personaggio (si passa dall'evocazione di aiutanti che riempiono lo schermo a trasformazioni temporanee), hanno elevato knockback ed elevata capacità di danno. Spesso, l'esecuzione corretta di uno smash Finale, corrisponde ad una o più uccisioni anche a livello di danno molto basso.

## Personaggi
Brawl consente al giocatore di scegliere tra 39 personaggi giocabili, 25 dei quali sono disponibili dall'inizio. Alcuni sono nuovi, ma altri ritornano da Melee, in alcuni casi aggiornati o perfezionati nell'aspetto, nelle capacità di combattimento o in entrambi. Ad esempio, Link e Fox hanno adottato design da titoli più recenti dell'epoca, mentre Samus ha acquisito la capacità di trasformarsi in Samus Tuta Zero. Dr. Mario, Roy, Link bambino, Mewtwo e Pichu sono i primi cinque personaggi della serie a non ritornare da un gioco precedente.
Alcuni franchise già rappresentati nella serie hanno ricevuto nuovi personaggi in Brawl. Diddy Kong della serie Donkey Kong, Ike della serie Fire Emblem e Lucas di Mother 3 fanno qui la loro prima apparizione nella serie Smash Bros.. Altri nuovi arrivati sono i primi a rappresentare la loro serie. Questi includono personaggi come Pit, che rappresenta la serie Kid Icarus per la prima volta dal gioco per Game Boy del 1991 Kid Icarus: Of Myths and Monsters, Olimar della serie Pikmin e Wario, con il design usato nella serie di videogiochi WarioWare di Nintendo. Solid Snake, il protagonista della serie Metal Gear di Konami, e Sonic the Hedgehog dell'ex rivale di Nintendo, Sega, sono i primi personaggi di terze parti ad apparire in un gioco di Super Smash Bros..

## Successo commerciale
Il videogioco nella prima settimana di commercializzazione negli Stati Uniti ha venduto 1.4 milioni di pezzi diventando il videogioco più venduto tra quelli pubblicati da Nintendo nel Nord America. Alcuni giocatori hanno segnalato difficoltà di utilizzo del videogioco, questo è dovuto al fatto che il videogioco utilizza DVD a doppio strato. Questi DVD per essere letti correttamente necessitano di un'unità ottica perfettamente pulita, ma la console Wii non è dotata di un dispositivo blocca polvere nel lettore DVD e quindi è possibile che il gruppo ottico della console si sporchi rendendo il gioco non leggibile. Nintendo ha riconosciuto il problema e ha invitato i giocatori che riscontrassero problemi a rivolgersi al servizio d'assistenza che avrebbe provveduto gratuitamente a ripulire il gruppo ottico.